# هيتشكوك (تكساس)
هيتشكوك (بالإنجليزية: Hitchcock)‏ هي مدينة أمريكية تقع في ولاية تكساس.تبلغ مساحة هذه المدينة 238.5 (كم²)،ويبلغ عدد سكانها 6961 نسمة حسب إحصاء سنة 2010 م.

## التركيبة السكانية
حدّد مكتب تعداد الولايات المتحدة بيانات التركيبة السكانية لهيتشكوك في تعداد الولايات المتحدة. في ما يلي، التركيبة السكانية حسب تعدادي 2000 و2010.

### تعداد عام 2000
بلغ عدد سكان هيتشكوك 6,386 نسمة بحسب تعداد عام 2000، وبلغ عدد الأسر 2,434 أسرة وعدد العائلات 1,737 عائلة مقيمة في المدينة. في حين سجلت الكثافة السكانية 27 نسمة لكل كيلومتر مربع (69.9/ميل2). وبلغ عدد الوحدات السكنية 2,754 وحدة بمتوسط كثافة قدره 11.6 لكل كيلومتر مربع (30.0/ميل2).
وتوزع التركيب العرقي للمدينة بنسبة 59.96% من البيض و32.81% من الأمريكيين الأفارقة و0.28% من الأمريكيين الأصليين و0.16% من الأمريكيين ذوي الأصول الآسيوية و0.03% من سكان جزر المحيط الهادئ و4.76% من الأعراق الأخرى و2% من عرقين مختلطين أو أكثر و13.73% من الهسبانيون أو اللاتينيون من أي عرق.
بلغ عدد الأسر 2,434 أسرة كانت نسبة 38.4% منها لديها أطفال تحت سن الثامنة عشر تعيش معهم، وبلغت نسبة الأزواج القاطنين مع بعضهم البعض 48.7% من أصل المجموع الكلي للأسر، ونسبة 17.3% من الأسر كان لديها معيلات من الإناث دون وجود شريك، بينما كانت نسبة 5.4% من الأسر لديها معيلون من الذكور دون وجود شريكة وكانت نسبة 28.6% من غير العائلات. تألفت نسبة 25.6% من أصل جميع الأسر من عدة أفراد يعيشون في نفس المنزل ونسبة 10.8% كانت تتألف من شخص يعيش بمفرده يبلغ من العمر 65 عاماً أو أكثر. وبلغ متوسط حجم الأسرة المعيشية 2.62، أما متوسط حجم العائلات فبلغ 3.14.
بلغ العمر الوسطي للسكان 36.4 عاماً. وكانت نسبة 27.7% من القاطنين تحت سن الثامنة عشر، وكانت نسبة 8.4% بين الثامنة عشر والرابعة والعشرين عاماً، ونسبة 27.2% كانت واقعةً في الفئة العمرية ما بين الخامسة والعشرين والرابعة والأربعين عاماً، ونسبة 22.2% كانت ما بين الخامسة والأربعين والرابعة والستين، ونسبة 14.4% كانت ضمن فئة الخامسة والستين عاماً فما فوق. يوجد لكل 100 أنثى 92.3 ذكر، ويوجد لكل 100 أنثى في الثامنة عشر من عمرها فما فوق 87.3 ذكر.
بلغ متوسط دخل الأسرة في المدينة 29,611 دولارًا، أما متوسط دخل العائلة فبلغ 35,158 دولارًا. وكان متوسط دخل الذكور 31,098 دولارًا مقابل 22,048 دولارًا للإناث. وسجل دخل الفرد الخاص بالمدينة 15,116 دولارًا. وكانت نسبة 16.4% من العائلات ونسبة 19.3% من السكان تحت خط الفقر، وكان من هؤلاء نسبة 28.5% تحت سن الثامنة عشر ونسبة 15.9% في الخامسة والستين من العمر وما فوق.

### تعداد عام 2010
بلغ عدد سكان هيتشكوك 6,961 نسمة بحسب تعداد عام 2010، وبلغ عدد الأسر 2,608 أسرة وعدد العائلات 1,839 عائلة مقيمة في المدينة. في حين سجلت الكثافة السكانية 29.4 نسمة لكل كيلومتر مربع (76.1/ميل2). وبلغ عدد الوحدات السكنية 3,020 وحدة بمتوسط كثافة قدره 12.7 لكل كيلومتر مربع (32.9/ميل2).
وتوزع التركيب العرقي للمدينة بنسبة 58.78% من البيض و30.80% من الأمريكيين الأفارقة و0.53% من الأمريكيين الأصليين و0.34% من الأمريكيين ذوي الأصول الآسيوية و0.01% من سكان جزر المحيط الهادئ و7.15% من الأعراق الأخرى و2.37% من عرقين مختلطين أو أكثر و20.28% من الهسبانيون أو اللاتينيون من أي عرق.
بلغ عدد الأسر 2,608 أسرة كانت نسبة 37% منها لديها أطفال تحت سن الثامنة عشر تعيش معهم، وبلغت نسبة الأزواج القاطنين مع بعضهم البعض 42.3% من أصل المجموع الكلي للأسر، ونسبة 21.8% من الأسر كان لديها معيلات من الإناث دون وجود شريك، بينما كانت نسبة 6.4% من الأسر لديها معيلون من الذكور دون وجود شريكة وكانت نسبة 29.5% من غير العائلات. تألفت نسبة 25.2% من أصل جميع الأسر من عدة أفراد يعيشون في نفس المنزل ونسبة 10% كانت تتألف من شخص يعيش بمفرده يبلغ من العمر 65 عاماً أو أكثر. وبلغ متوسط حجم الأسرة المعيشية 2.67، أما متوسط حجم العائلات فبلغ 3.17.
بلغ العمر الوسطي للسكان 35.5 عاماً. وكانت نسبة 27.2% من القاطنين تحت سن الثامنة عشر، وكانت نسبة 9.2% بين الثامنة عشر والرابعة والعشرين عاماً، ونسبة 23.7% كانت واقعةً في الفئة العمرية ما بين الخامسة والعشرين والرابعة والأربعين عاماً، ونسبة 26% كانت ما بين الخامسة والأربعين والرابعة والستين، ونسبة 13.7% كانت ضمن فئة الخامسة والستين عاماً فما فوق. وتوزع التركيب الجنسي للسكان بنسبة 47.9% ذكور و52.1% إناث.